# Erdenweis
Erdenweis ist ein Weiler im oberpfälzischen Landkreis Tirschenreuth.

## Geografie
Erdenweis liegt im Südwesten des Fichtelgebirges. Der Weiler ist ein Gemeindeteil der Gemeinde Kulmain und liegt vier Kilometer östlich von deren Verwaltungszentrum.

## Geschichte
Das bayerische Urkataster zeigte Erdenweis in den 1810er Jahren als einen aus sechs Herdstellen bestehenden kleinen Ort, der die Siedlungscharakteristik eines Straßendorfes aufwies. Seit dem bayerischen Gemeindeedikt von 1818 hatte Erdenweis zur Gemeinde Oberwappenöst gehört, deren Verwaltungssitz sich im Dorf Oberwappenöst befand. Als die Gemeinde Oberwappenöst mit der bayerischen Gebietsreform ihre Selbstständigkeit verlor, wurde Erdenweis in die Gemeinde Kulmain eingegliedert.
| Jahr          | 001900 | 001925 | 001950 | 001961 | 001970 | 001987 |
| Einwohnerzahl | 50     | 39     | 57     | 42     | 35     | 36     |

## Persönlichkeiten
Johann Nepomuk Uschold (* 16. Mai 1806 in Erdenweis; † 11. April 1865 in Amberg), deutscher Philosoph, Lehrer und Autor